# Fiat Uno
La FIAT Uno è un'automobile prodotta dalla casa automobilistica italiana FIAT in Italia dal 1983 al 1996, la produzione del modello è proseguita successivamente anche in altri paesi fino a tempi più recenti.
Ancora oggi è una delle auto italiane più vendute al mondo con quasi 9 milioni di esemplari commercializzati in due differenti modelli, quello dal 1983 al 1989 e la seconda versione dal 1989 al 1996. Secondo altre fonti il numero di esemplari prodotti è di circa 9,5 milioni. In Brasile un'apposita versione locale venne prodotta col nome Uno CS dal 1984 e Fiat Mille dopo un restyling avvenuto nel 1994.
È stata una delle automobili più vendute e diffuse in Italia, molto conosciuta anche come macchina utilizzata dalla banda della Uno bianca, ha ottenuto un notevole successo commerciale anche all'estero. La definizione interna del progetto la identifica come "Tipo uno", per indicare la sua collocazione al di sotto della "Tipo due", quella successivamente nota come Fiat Tipo. Il numero del modello (o di progetto) è 146.

## Storia

### Pre-produzione (1979)
La Fiat Uno doveva inizialmente nascere con il marchio Lancia: nel 1979, infatti, Gian Mario Rossignolo, a quel tempo responsabile della Lancia, doveva pensare a una sostituta dell'Autobianchi A112 e pertanto incaricò Giorgetto Giugiaro di disegnare la nuova vettura. Rossignolo espose a Giugiaro l'idea di una piccola vettura di lusso, e questi gli presentò un'auto molto compatta caratterizzata dalla notevole abitabilità in relazione alle dimensioni esterne e una linea molto moderna per quegli anni.
Il progetto però col marchio Lancia non verrà mai prodotto; Rossignolo matura alcune divergenze con il nuovo responsabile del gruppo Fiat Cesare Romiti e alla fine del 1979 rassegna le dimissioni. Lascia a Umberto Agnelli il progetto di "Lancia Uno", quest'ultimo gira il progetto a Ghidella che in quel periodo stava lavorando insieme a Giampaolo Boano all'erede della 127. La Fiat Uno nascerà praticamente identica al progetto pensato come erede dell'A112, sia negli esterni sia negli interni.

### Prima serie (1983-1989)

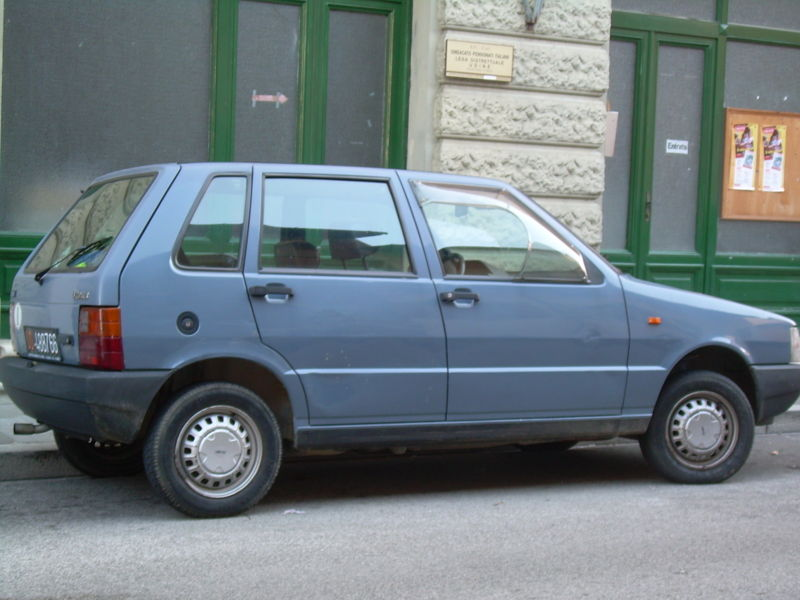
Vista laterale della prima serie allestimento S

Venne presentata il 19 gennaio 1983 a Cape Canaveral, in sostituzione della Fiat 127 che in Italia continuava ancora a essere in testa alle vendite dopo dodici anni di carriera. Al contrario della progenitrice, per la quale la versione 5 porte era poco diffusa, il nuovo modello in conformazione berlina due volumi puntava molto sulla versione a 5 porte. La carrozzeria vettura permetteva un Cx pari a 0,332.
Le motorizzazioni al lancio erano un 903 cm³ di 45 CV (della 127), destinato alla "Uno 45", un 1116 cm³ di 55 CV (lo stesso della Ritmo 60 seconda serie, a sua volta aggiornamento di quello della 128), destinato alla "Uno 55", ed il 1301 cm³ di 68 CV ripreso dalla Ritmo 70 per la versione "Uno 70 S", a cui, più tardi, si aggiunse la motorizzazione Diesel aspirata di 1301 cm³ che disponeva di 45 cavalli (33 kW) a 5.000 giri al minuto e 77 N·m a 3000 giri al minuto (lo stesso motore della precedente 127 D), col nome di "Uno D". Gli allestimenti disponibili erano due, quello base e il più rifinito ed accessoriato S. La "70" era disponibile solo in allestimento S.
Dopo un investimento nella progettazione stimato in oltre 700 milioni di dollari, (pari a 1000 miliardi di lire tasso di cambio 1983) moltissimi chilometri effettuati quale test su strada e una campagna pubblicitaria innovativa che usò i disegni di Forattini e una serie di slogan con parole inventate tutte in -osa ("Uno è comodosa", "Uno è risparmiosa", "Uno è scattosa", "Uno è sciccosa"), ottenne subito un lusinghiero successo di pubblico e di critica, venendo anche proclamata Auto dell'anno per il 1984.
Tra le sue particolarità era la presenza in listino di un numero elevato di colorazioni, ben 15 di cui 5 metallizzate. Per consentire la produzione prevista subito per oltre 450.000 pezzi l'anno gli stabilimenti di Rivalta e Mirafiori vennero dotati di nuovi robot sia per l'impianto di verniciatura che di assemblaggio.
Nell'estate del 1983 oltre alla 1.3 a gasolio (3 porte "Uno D" e 5 porte "Uno DS") entrò in listino la Uno ES ("Energy Saving"), versione speciale a bassi consumi della 45 S. Esternamente si distingueva per le coppe ruota aerodinamiche e i deflettori aerodinamici davanti alle ruote posteriori, ma le vere chicche erano sotto al cofano: il motore 903 cm³ venne dotato di pistoni speciali che alzano il rapporto di compressione, il carburatore incluse il "cut-off" elettronico e l'accensione a puntine venne sostituita dalla sofisticata Marelli Digiplex a mappatura digitale. Il cambio a 5 marce divenne di serie con un rapporto della quinta più lungo di quello della 45S, oltre ad un rapporto finale anch'esso più lungo. Nell'abitacolo, la strumentazione venne integrata da un econometro indicante il consumo istantaneo: tarato in litri/100 km, includeva una spia che suggeriva al guidatore il momento giusto per cambiare marcia.
Nel maggio 1984 venne introdotta la "Uno SX", versione speciale top di gamma. Era basata sulla precedente Uno 70S, dalla quale si differenziava per il paraurti anteriore diverso che integrava i fendinebbia, codolini e minigonne in plastica nera, terminale di scarico cromato e di forma ovale, e pneumatici maggiorati da 165/65 Pirelli P8. Gli interni sfoggiavano sedili più imbottiti con poggiatesta finestrato, tappezzeria in velluto specifico, volante a quattro razze, strumentazione con contagiri ed orologio digitale (erano optional sulla S) e faretto di lettura orientabile sulla plafoniera.
Sempre nel 1984 viene avviata la produzione in Brasile: sebbene esteticamente simile a quella europea si trattava invece di una vettura sostanzialmente diversa in quanto costruita su un pianale di derivazione Fiat 147, prima Fiat costruita nello Stato sudamericano e prossima al pensionamento, dalla quale riprendeva le sospensioni (MacPherson con molle disassate e barra stabilizzatrice all'anteriore, bracci trasversali inferiori uniti da una balestra al posteriore), i motori (inizialmente un 1.116 cm³ da 58 CV ottenuto maggiorando il 1050 cm³ brasiliano della 127, che negli anni venne proposto anche in versione da 994, 1301 e 1498 cm³) le trasmissioni, nonché una miriade di particolari e accessori. Con la 147 condivide anche diverse soluzioni volte a sollevare l'altezza da terra del sottoscocca per meglio affrontare i sentieri e le strade accidentate tipiche del Paese: oltre all'adozione della balestra al gruppo sospensione posteriore venne eliminato il vano ruota di scorta nel bagagliaio, ora sostituito da un pianale dritto sotto il quale trova posto un nuovo serbatoio dal profilo più basso e più capiente (48 litri contro i 42 della Uno originale), operazione che ha spostato il bocchettone di introduzione carburante sul lato sinistro dell'auto; la ruota di scorta è stata spostata nel vano motore, che si presenta notevolmente più ampio (grazie all'adozione di un nuovo cofano "a coperchio" e di conseguenza di nuovi parafanghi anteriori, nonché di nuovi duomi delle sospensioni situati più in basso) e che ricalca la disposizione dei componenti già vista sulla 147 (oltre alla ruota di scorta situata davanti al guidatore, troviamo ad esempio la batteria sul lato opposto e non più vicino al radiatore). Questa particolare Uno possiede una storia parallela a quella europea e venne prodotta fino al 2013 in diversi allestimenti, dalle denominazioni diverse rispetto a quelli delle Uno "nostrane", alcuni dei quali importati in seguito anche in Italia. 

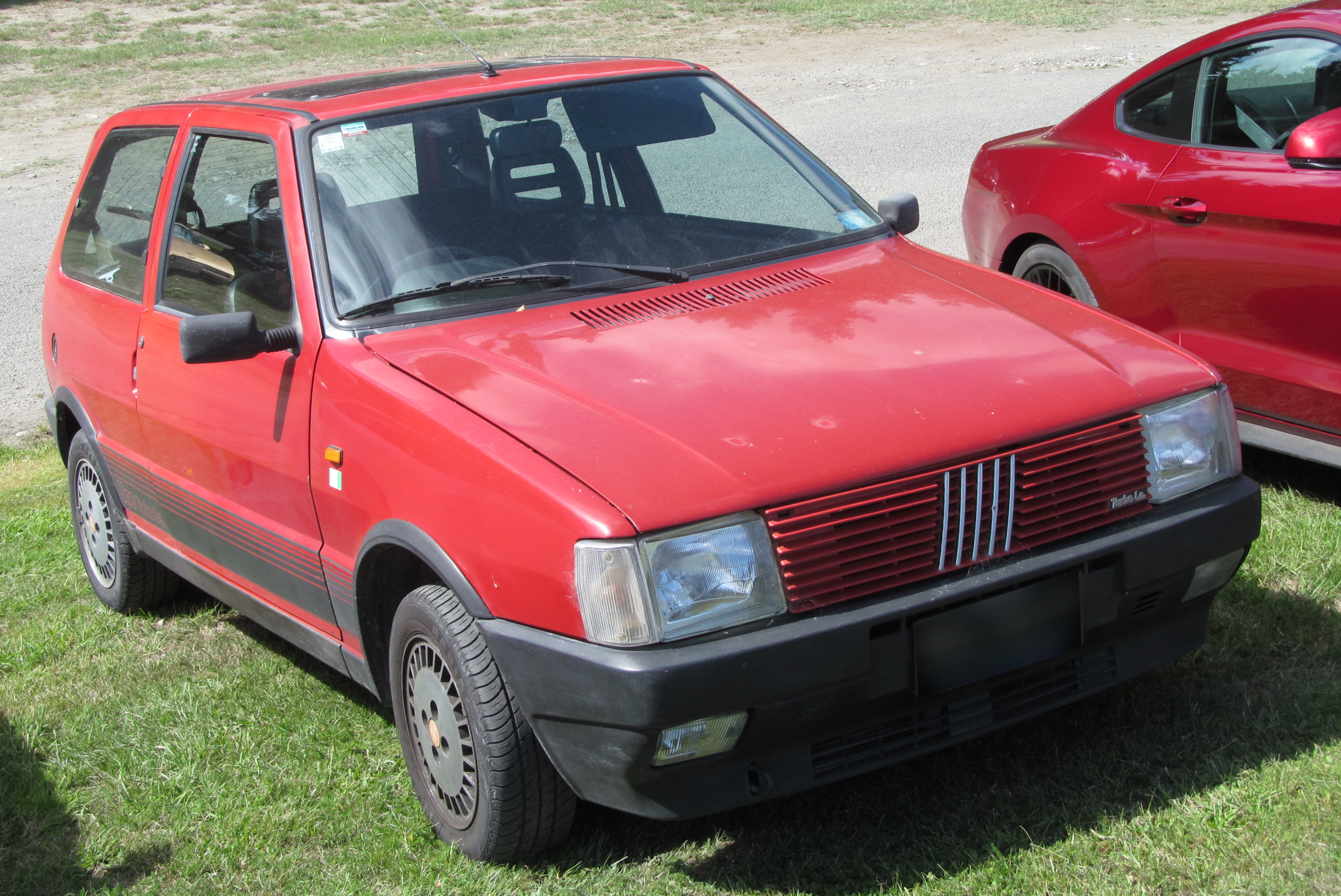
Fiat Uno Turbo i.e del 1986

Nel 1985 ci fu un importante aggiornamento di gamma. La Uno 45 abbandonò il vecchio 903 cm³ e adottò la nuova famiglia di motori FIRE da 999 cm³ e 45 CV, che donò alla vettura brillantezza ed elasticità unite ad una riduzione dei consumi tale che la versione ES uscì di produzione. La Uno 55 diventò Uno 60 grazie al nuovo carburatore doppio corpo che fa guadagnare 3 CV al motore 1116 cm³ (ora sono 58). Gli allestimenti adesso sono tre: base, S ed il nuovo SL (super lusso) che rappresenta il top ed include alzacristalli elettrici e chiusura centralizzata. Come optional sulle sole "60 SL" e "70 SL" era disponibile anche la strumentazione denominata "Trip Master", realizzata dalla Veglia Borletti, che comprendeva, oltre all'ormai consueto check-control, un sofisticato computer di bordo che calcolava i valori di consumo e di viaggio della vettura. Tuttavia le "Uno" prodotte con questo particolare accessorio saranno meno di 300.
La Uno SX, reintrodotta nel settembre 1986, venne a sua volta arricchita: la plancia ricevette uno scenografico quadro strumenti completamente digitale e completo di check-control, alzacristalli elettrici e chiusura centralizzata diventano di serie, e sedili e pannelli vennero rivestiti in Alcantara. Venne anche presentata al pubblico la nuova versione Uno Turbo ie, dotata di un motore 1301 cm³ dotato di accensione elettronica Magneti Marelli Microplex MED, alimentato ad iniezione elettronica multipoint Bosch LE-Jetronic e dotato di turbocompressore IHI VL-2 raffreddato ad acqua ed intercooler aria-aria: il risultato delle modifiche furono 105 CV ed una coppia max di oltre 16 kgm, sufficienti a lanciare la piccola Uno sul filo dei 200 orari e farla schizzare da 0 a 100 in poco più di 8 secondi. Il tutto era corredato da un impianto frenante a 4 dischi, assetto irrigidito e ruote in lega con pneumatici maggiorati da 175/60. L'estetica era adeguata al carattere: paraurti anteriore con alettone e fendinebbia, portellone più leggero, costruito interamente in vetroresina con spoiler integrato, codolini e minigonne ripresi dalla SX. L'interno non era da meno: sedili e volante sportivi con cuciture rosse, quadro strumenti molto più arricchito che comprendeva contagiri, temperatura olio, pressione olio, temperatura acqua e manometro pressione turbo (era disponibile su richiesta anche una versione a quadro strumenti digitale, simile al quadro strumenti della SX). La colorazione del quadro strumenti era di colore verde. A partire dal 1988 unicamente per Uno Turbo ie era previsto l'allestimento Antiskid. Molto simile all'allestimento normale, come modifiche prevedeva l'optional Antiskid, uno dei primi sistemi di antibloccaggio delle ruote in caso di frenata di emergenza. Altre modifiche furono il tessuto dei sedili e dei pannelli porta, le cinture di sicurezza di colore rosso, e adozione di cerchi in lega di forma uguale alla Turbo ie ma con colorazioni differenti. L'intento era quello di poter competere sul mercato con la Peugeot 205 GTI, la più apprezzata tra le piccole vetture sportive, e soprattutto con la Renault 5 GT Turbo.
Sempre nel 1985 venne anche superato il traguardo del primo milione di vetture prodotte, risultato doppiato verso la fine dell'anno successivo e triplicato nel 1988, anno caratterizzato dalla presentazione di versioni speciali e nuovi allestimenti base, come la Uno Sting (questa già lanciata nella primavera 1986 e anche 5 porte nel 1989) che è in pratica un allestimento a metà fra la base e la S e motorizzato con il vecchio 903 cm³ ad aste e bilancieri. Presentava i copriruota della SL, la strumentazione della S, la striscia identificativa che correva fino al portellone e l'assenza di radio, specchietto destro e vano portaoggetti con sportello.
Ad inizio 1986 fu introdotta anche la versione Diesel sovralimentata, la "Uno Turbo D", equipaggiata con un 1367  cm³ dotato di turbocompressore Garrett T2, con intercooler, capace di 70 CV e 168 km/h, con una coppia di 12,8 kgm, consumando appena 4,9 l/100 km. Esteticamente molto simile alla Turbo benzina, aveva l'allestimento interno della "SL". A differenza della benzina, era disponibile anche a 5 porte, che risultò anche la versione più venduta. Oltre ad essere la "Uno" con i consumi più bassi, era una delle diesel compatte più veloci sul mercato, e la sua concezione di motore fu poi la base del successivo "Multijet 1.3".
Nel 1987 iniziarono le importazioni in Europa di quattro nuovi autoveicoli derivati dalla Uno sudamericana: una versione berlina a tre volumi e una station wagon (nate per sostituire le Fiat Oggi e Fiat 127 Panorama), rispettivamente Fiat Duna e Duna Weekend, che vennero accolte tiepidamente nel vecchio continente mentre sul mercato sudamericano dove venivano costruite già da un paio d'anni (sotto il nome di Prêmio e Elba) riscossero un buon successo, più i nuovi veicoli commerciali Fiat Fiorino e Fiat Penny.
Sempre nel 1987 fu introdotta la 60 Selecta, in pratica la versione con cambio automatico a variazione continua della 60 S  e l'allestimento base fu esteso anche alla 60 sempre 3 e 5 porte anche se di poco successo. Inoltre nell'estate di quell'anno la Turbo i.e. ebbe leggere modifiche e le versioni S (causa costi produttivi) adottarono gli stessi poggiatesta della versione base in poliuretano fissi di derivazione Y10, mentre le SL adottano gli stessi poggiatesta della SX e la mascherina anteriore in tinta carrozzeria. In alcuni mercati esteri venne commercializzata anche una versione "60 D" col motore Diesel da 1.697 cm³ della Ritmo, motorizzazione che sarà disponibile in Italia solo con la II Serie, insieme alla Uno 75 i.e., che monta il 1500 della Ritmo 85S dotato di iniezione elettronica e catalizzatore (per questo particolare la potenza max scese da 85 a 75 CV).

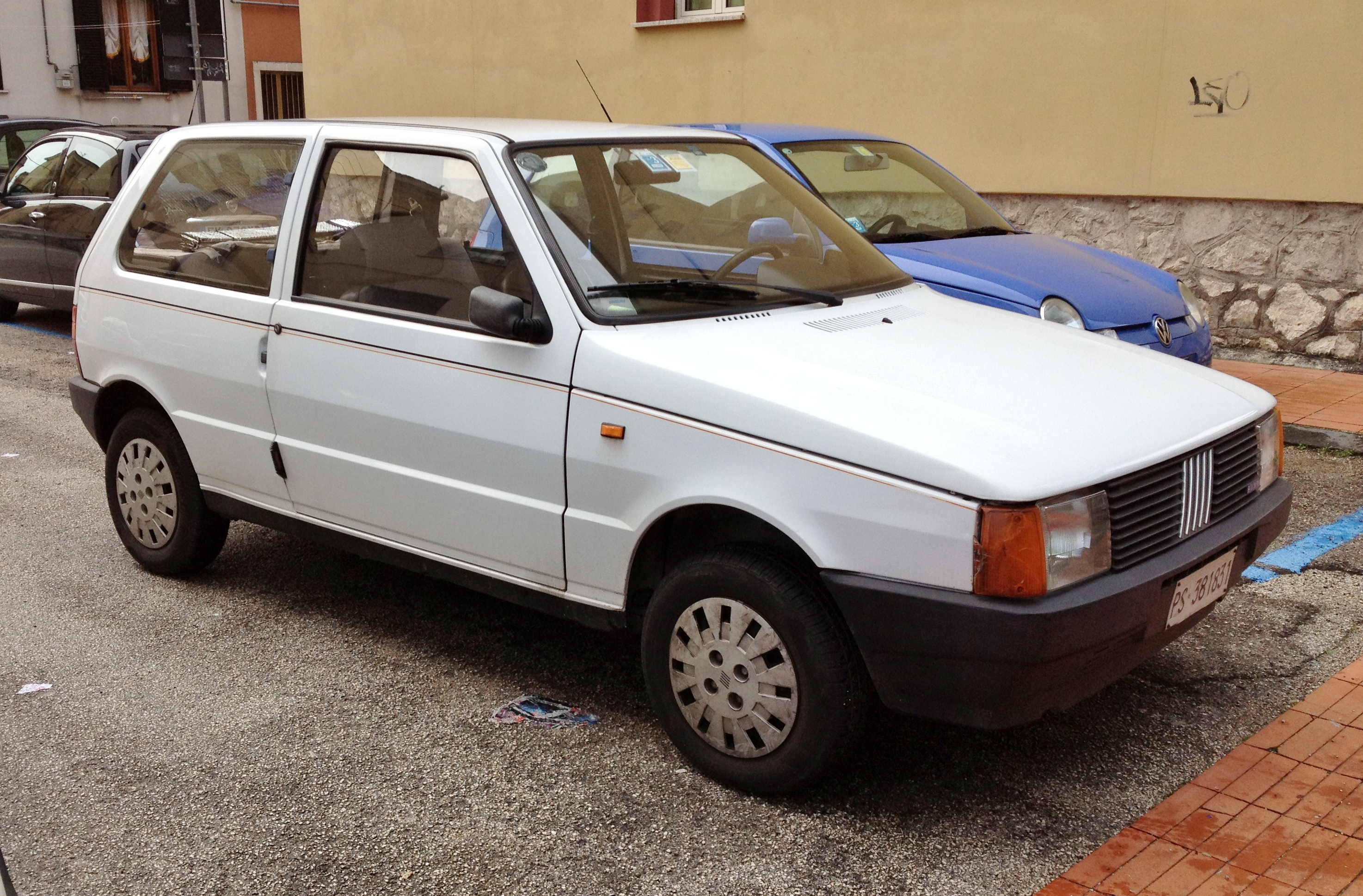
La Uno CS costruita in Brasile: si nota la conformazione del cofano motore diversa dalla versione europea.

Dal 1988 venne importata anche la Uno CS (Comfort Super): si trattava di uno dei vari allestimenti della Uno sudamericana che offriva una dotazione e un grado di rifiniture pari alle Uno S europee e fu resa disponibile unicamente con motorizzazione 1.116 cm³ da 58 CV. Altra versione del 1988 è la Smart basata sulla S e disponibile in entrambe le configurazioni di carrozzeria e disponibile con i motori 1.100 e 1.300 D. Essa presentava le coppe ruota della SL, gli specchietti e paraurti in tinta carrozzeria, selleria specifica e 2 colori di carrozzeria quali il grigio platino e il blu marine.

#### Motorizzazioni della Uno I serie (1983-89)
| Modello    | Disponibilità       | Motore                     | Cilindrata (cm³) | Potenza        | Coppia max (N·m) | Rapporto di compressione | 0–100 km/h (secondi) | Velocità max (km/h) | Consumo medio (km/l) |
| 45         | dal debutto al 1985 | 4 cilindri, Benzina        | 903              | 33 kW (45 CV)  | 67               | 9:1                      | 17,5                 | 140                 | 16,4                 |
| 45 ES      | dal debutto al 1985 | 4 cilindri, Benzina        | 903              | 33 kW (45 CV)  | 67               | 9:1                      | 17,5                 | 140                 | 18,6                 |
| 55         | dal debutto al 1984 | 4 cilindri, Benzina        | 1116             | 40 kW (55 CV)  | 86               | 9,2:1                    | 15,5                 | 148                 | 15,2                 |
| 45 Fire    | dal 1985 al 1989    | 4 cilindri, Benzina        | 999              | 33 kW (45 CV)  | 80               | 9,8:1                    | 16                   | 145                 | 18,9                 |
| 70 S       | dal debutto al 1985 | 4 cilindri, Benzina        | 1301             | 52 kW (72 CV)  | 100              | 9,5:1                    | 11,4                 | 170                 | 15,1                 |
| 70         | dal 1986 al 1989    | 4 cilindri, Benzina        | 1301             | 48 kW (65 CV)  | 100              | 9,5:1                    | 11,5                 | 165                 | 17,5                 |
| Turbo I.E. | dal 1985 al 1989    | 4 cilindri, Benzina, Turbo | 1301             | 77 kW (105 CV) | 147              | 7,8:1                    | 8,3                  | 200                 | 16,7                 |
| 60         | dal 1984 al 1989    | 4 cilindri, Benzina        | 1116             | 43 kW (58 CV)  | 86               | 9,2:1                    | 15                   | 154                 | 15,6                 |
| 45 D       | dal 1984 al 1989    | 4 cilindri, Diesel         | 1301             | 33 kW (46 CV)  | 74               | 20:1                     | 21,2                 | 140                 | 17,8                 |
| 60 D       | dal 1986 al 1989    | 4 cilindri, Diesel         | 1697             | 42 kW (58 CV)  | 98               | 20,5:1                   | 15,9                 | 155                 | 18,5                 |
| 70 Turbo D | dal 1986 al 1989    | 4 cilindri, Diesel, Turbo  | 1367             | 51 kW (70 CV)  | 128              | 20:1                     | 12,4                 | 168                 | 20,2                 |

Versioni della Uno I serie (1983-85)
| Modello        | Allestimento            | Cilindrata (cm³) | Marce                   |
| Uno 45         | Tre porte (poi anche 5) | 903 /999         | 4/5 rapporti            |
| Uno 45 S       | Tre porte               | 903 /999         | 5 rapporti              |
| Uno ES         | Tre porte               | 903              | 5 rapporti              |
| Uno 55         | Cinque porte            | 1116             | 5 rapporti              |
| Uno 55 S       | Tre porte/cinque porte  | 1116             | 5 rapporti              |
| Uno 70 S       | Tre porte               | 1301             | 5 rapporti              |
| Uno 70 S matic | Tre porte/cinque porte  | 1301             | CVT (cambio automatico) |
| Uno SX         | Tre porte/cinque porte  | 1301             | 5 rapporti              |
| Uno diesel     | Tre porte               | 1301             | 5 rapporti              |
| Uno diesel S   | Cinque porte            | 1301             | 5 rapporti              |

Versioni della Uno I serie (Luglio 1985), solo gli aggiornamenti il resto rimane invariato
Le 45 vengono tutte aggiornate con il nuovo motore 999 FIRE, scompare la ES (Energy Saving) in quanto il nuovo motore FIRE è di suo parco nei consumi e in più viene fornito l'allestimento SL come di seguito:

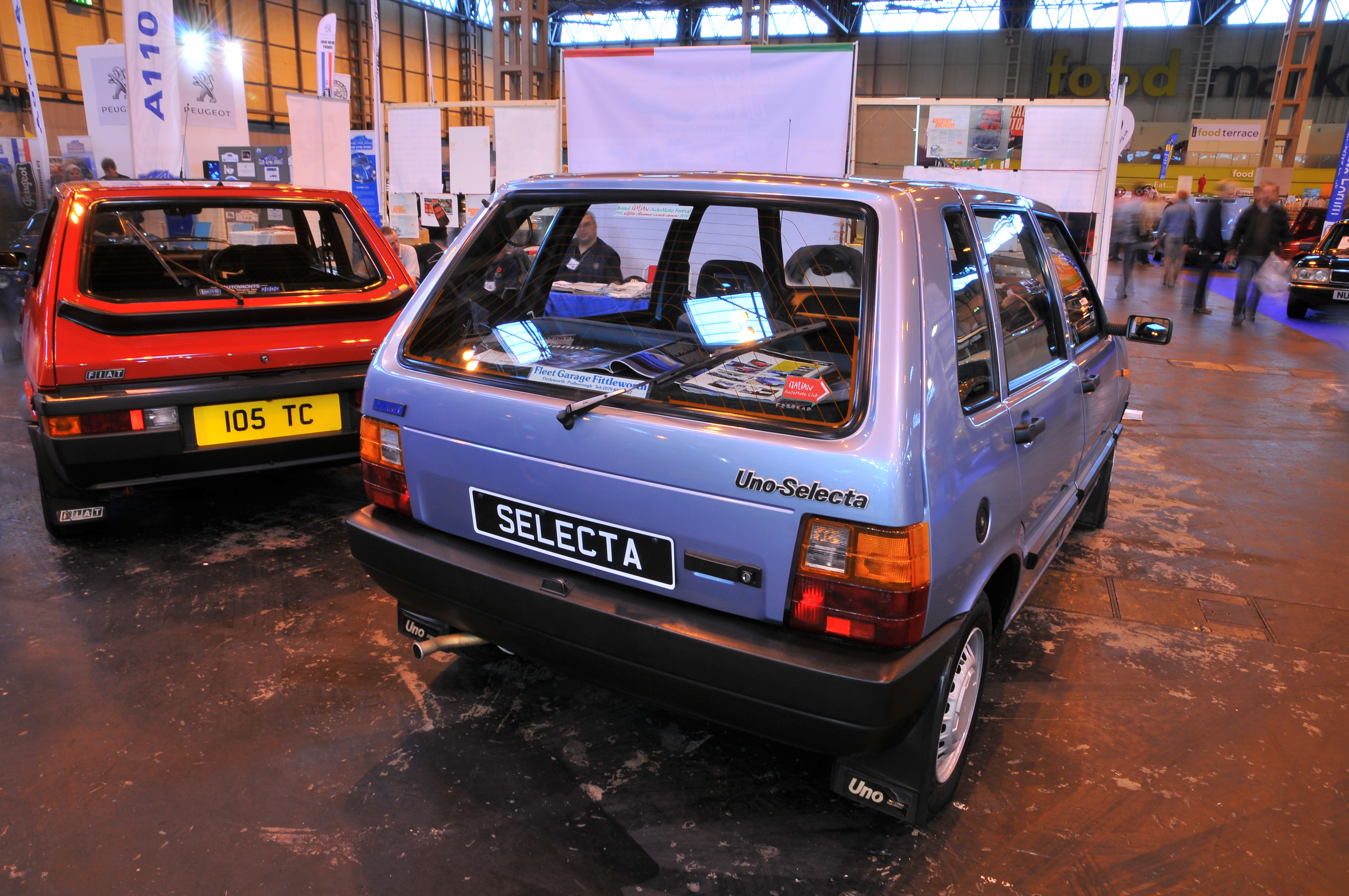
La "Uno Selecta" 1ª serie.

- Uno 45 SL (FIRE 999, solo 3 porte e di serie: Vetri elettrici anteriori, orologio digitale, luce di cortesia, vano portaoggetti con sportellino, volante a quattro razze imbottito, contagiri, tessuto più pregiato, copricerchi in plastica a copertura totale del cerchio, pinnette posteriori aerodinamiche, vani portaoggetti portiere, quinta marcia, pomello del cambio più pregiato, frecce anteriori bianche con lampadina gialla)

Le 55 grazie a 3 CV in più si trasformano in 60 stessi allestimenti anche qui tranne per il nuovo allestimento e solo cinque porte:
- Uno 60 SL (motore 1116, solo 5 porte con chiusura centralizzata e di serie: Vetri elettrici anteriori, orologio digitale, luce di cortesia, vano portaoggetti con sportellino, volante a quattro razze imbottito, contagiri, tessuto più pregiato, copricerchi in plastica a copertura totale del cerchio, pinnette posteriori aerodinamiche, vani portaoggetti portiere, quinta marcia, pomello del cambio più pregiato, frecce anteriori bianche con lampadina gialla)
- Uno 60 Selecta (cambio automaticoCVT)
- Uno 70 SL
- Uno Turbo i.e. (tre porte) 1.301 cm³

Versioni della Uno I serie (1986), solo gli aggiornamenti il resto rimane invariato
- Uno diesel (cinque porte) (motore 1367 5 rapporti)
- Uno 70 Turbodiesel (tre porte/cinque porte) (motore 1367 5 rapporti)
- Uno Sting (tre porte) (motore 903 4/5 rapporti)

Versioni della Uno I serie (1988), solo gli aggiornamenti il resto rimane invariato
- Uno 70 SX (tre porte/cinque porte) (motore 1.301 5 rapporti)
- Uno CS

### Seconda serie (1989-1995)

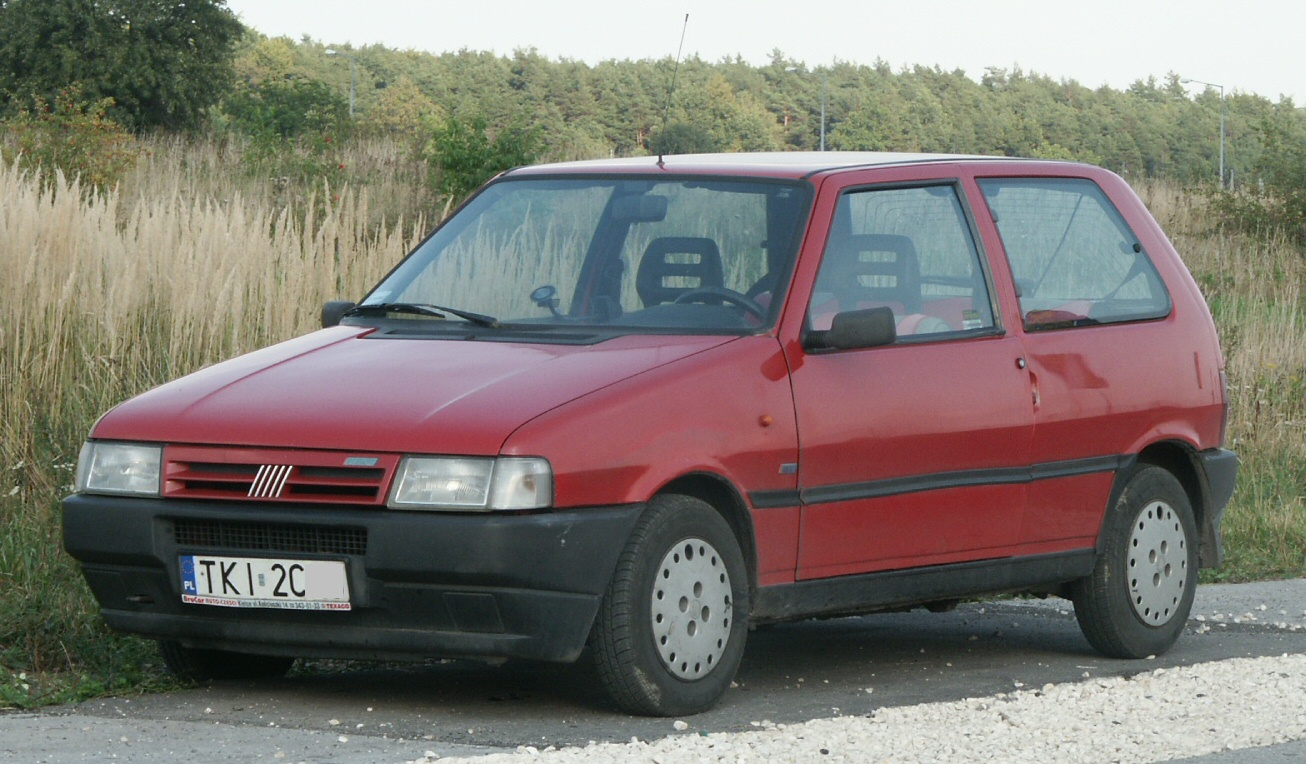
Fiat Uno seconda serie

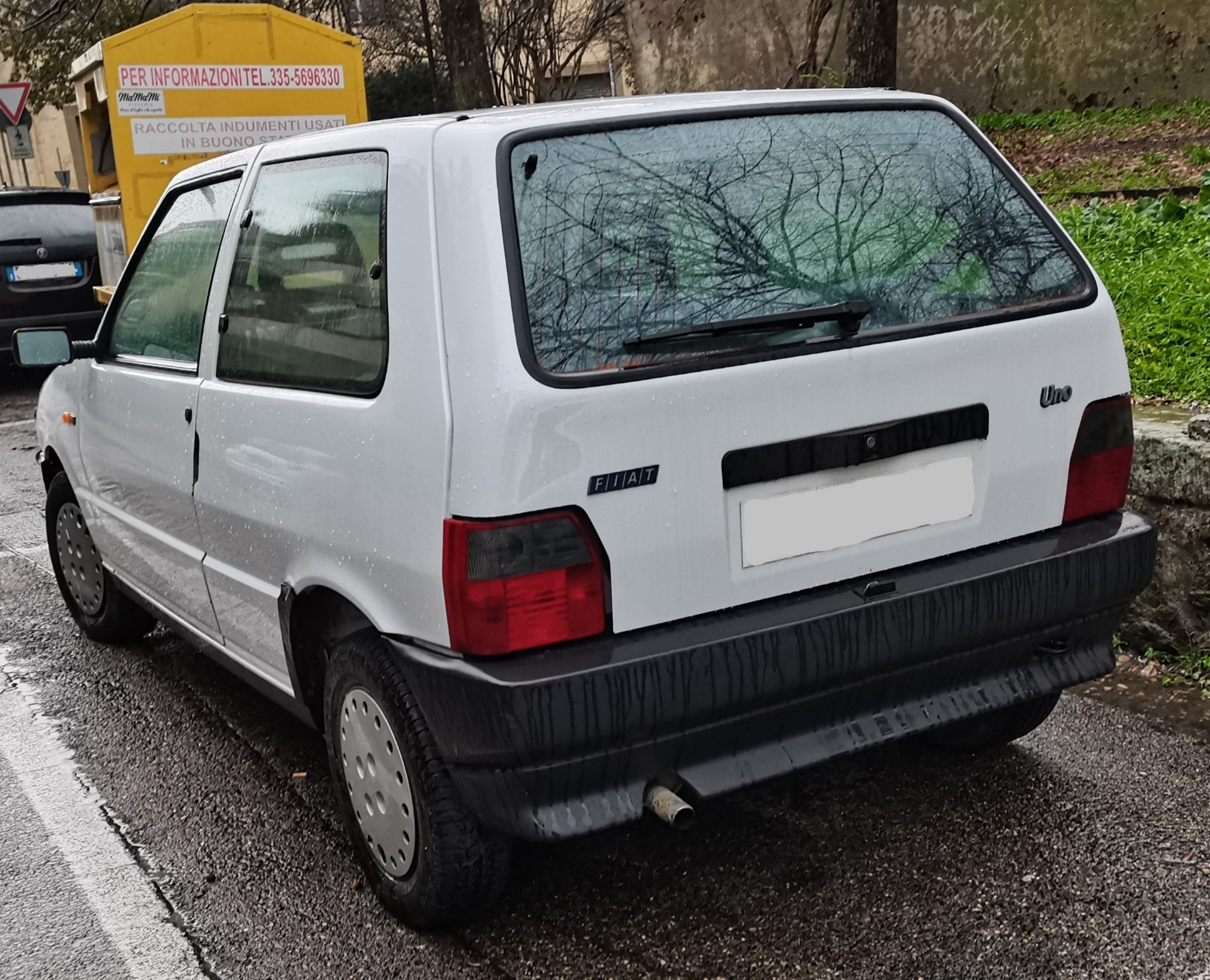
Posteriore della seconda serie

Nonostante si fossero superati i 3 milioni di esemplari venduti, al Salone dell'automobile di Francoforte del settembre 1989 la FIAT presentò la seconda serie della Fiat Uno. La realizzazione di questo restyling venne decisa a causa dei ritardi del progetto di una nuova vettura, basata sul progetto di pianale "trino" destinato a coprire i segmenti di vetture piccole, progetto che sarà abbandonato di lì a poco.
La sua carrozzeria venne resa simile a quella della Tipo, in vendita da poco più di un anno (tant'è che fu definita dagli utenti, per differenziarla dalla serie precedente, "Uno tipino"), risultando così più lunga di 4,5 cm, e con un migliore coefficiente di aerodinamicità, ora pari a un Cx di 0,29. Il nuovo frontale era caratterizzato da una calandra più bassa e più stretta, simile a quella della Tipo, e gruppi ottici più sottili, in linea col nuovo family-feeling della Casa. Il paraurti anteriore aveva dimensioni più generose. Lateralmente apparivano inedite modanature e nuove coppe ruota che si differenziavano secondo le versioni, ma era la coda ad aver ricevuto le maggiori attenzioni degli stilisti FIAT. Il portellone fu modificato e reso più massiccio, vicino a quello della Tipo; stesso trattamento subì il paraurti; il lunotto era più grande con un tergilunotto incernierato sul vetro; infine nei gruppi ottici posteriori gli indicatori di direzione e di retromarcia divennero bruniti.

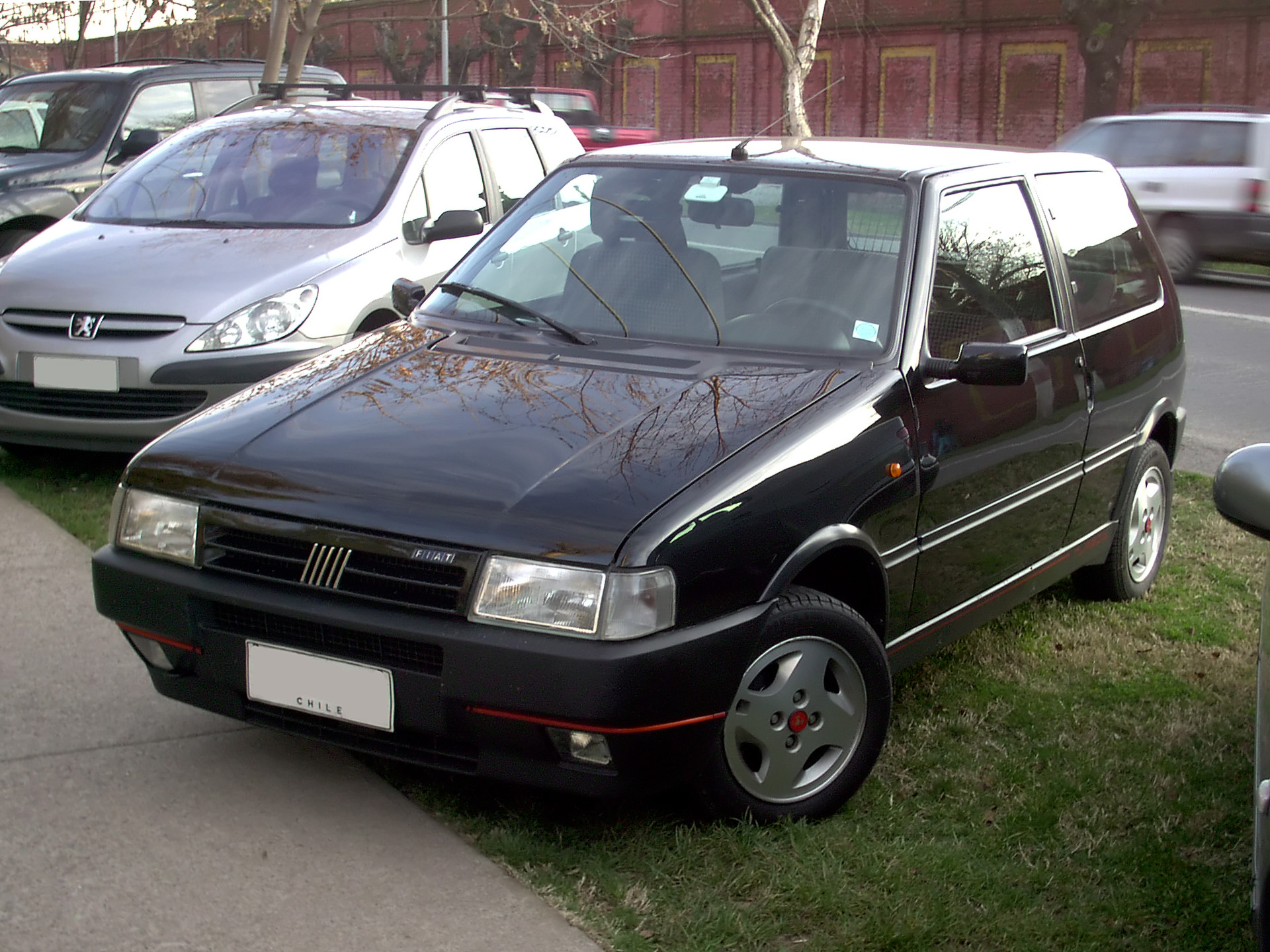
Fiat Uno 1.4 Turbo i.e. del 1991

Questa seconda serie era in vendita in 9 versioni di motore, 6 a benzina e 3 diesel e disponibile anche nella versione Selecta dotata di cambio automatico CVT a variazione continua. Caratteristica di questa serie fu l'abbandono dei motori 1.116/1.301 cm³ di derivazione Ritmo, sostituiti dai corrispondenti della Tipo: il nuovo 1.108 cm³ FIRE a carburatore da 57 CV, ed il 1.372 cm³ che sulla Uno riceve l'iniezione elettronica single point (Uno 70 i.e.). Per quanto concerne il FIRE 999  cm³. venne reso compatibile all'utilizzo con benzine senza piombo a 95 R.O.N. tramite leggera diminuzione del rapporto di compressione (da 9,8 a 9,5) e una diversa taratura dell'anticipo di accensione: il motore divenne così meno brillante, meno elastico e meno gradevole da guidare. Anche la versione Turbo i.e. cresce a 1.372 cm³ e può vantare 116 CV che scendono però a 111 nella versione catalizzata; la Uno Turbo i.e. seconda serie è riconoscibile esternamente per i cerchi in lega specifici, paraurti anteriore più pronunciato con presa d'aria per intercooler e radiatore olio, fari posteriori con trasparente a righe bianche/rosse, profilo rosso su paraurti e minigonne sottoporta con scritte Turbo i.e. mentre internamente si riconosce per i sedili più profilati, strumentazione molto completa e volante a tre razze rivestito in pelle.
La versione "base" oltre alle standard con Fire 45 e per un breve periodo  60 e le rare 1.0, 1.1 e 1.4 ie è inizialmente la Sting, spinta dall'inossidabile 903 cm³ modificato per funzionare anche a benzina senza piombo, ma nel luglio 1990 è sostituita dalla versione Trend  disponibile a 3 porte (sempre 903 cm³, prodotta dal maggio 1990 fino a fine 1992) e a 5 porte (spinta da un 994 cm³ brasiliano, altro derivato del 1.049 cm³ della 127 e prodotta  da luglio 1990 ad agosto 1991). Tra queste è apparsa anche una versione da 60 CV dotata dello stesso 1.116 cm³ brasiliano della Uno CS, in listino da fine 1990 a fine 1992.
Venne presentata anche una versione Van che, assieme alla sua controparte brasiliana (Uno Furgão) importata dal 1991 come "Uno CS Van" e disponibile con motore Diesel da 1.697 cm³, non riscossero particolare successo.

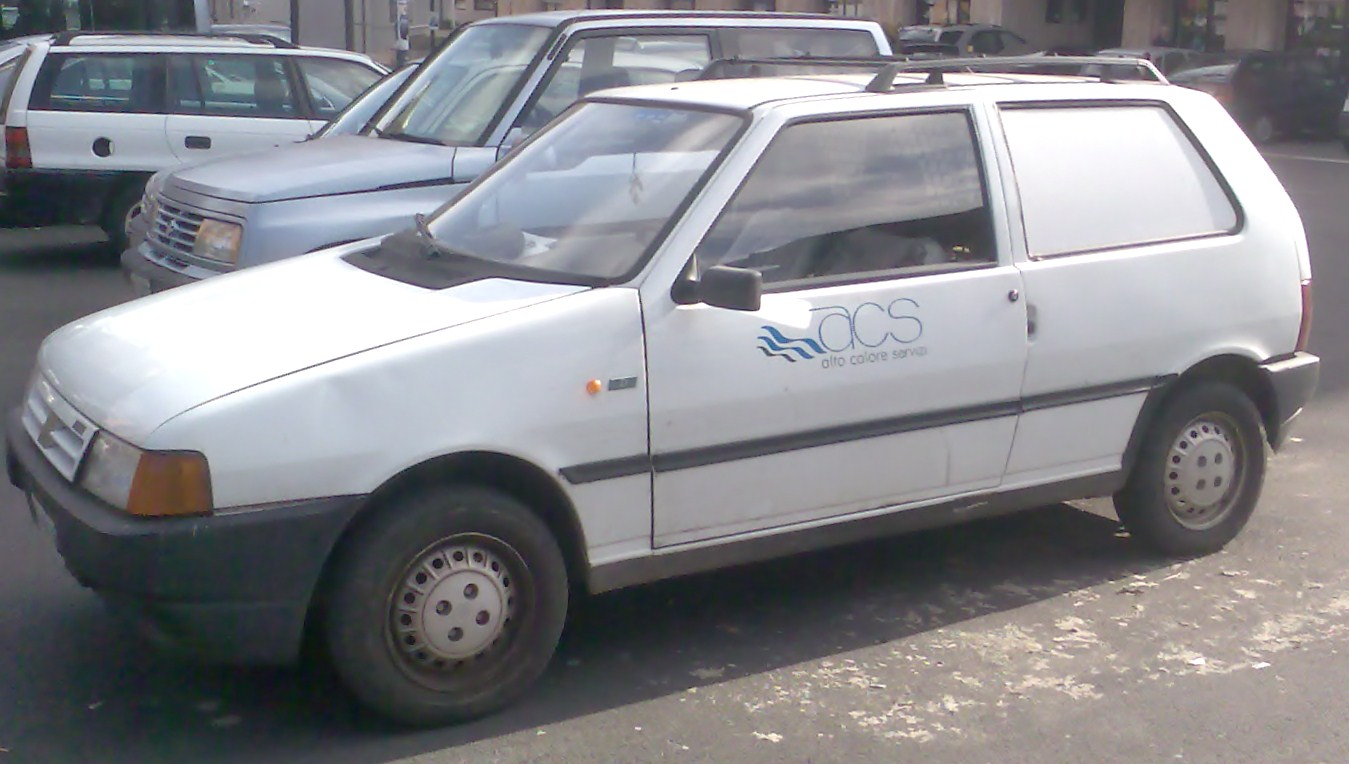
Fiat Uno in versione van

Nel 1992 venne presentata la Uno FIRE, probabilmente la versione base più diffusa, alla quale si aggiungevano gli allestimenti S ed SX.
Le versioni speciali sono state: la Fiat Uno 45 Rap (apparsa nel giugno 1991), un allestimento Base con l'aggiunta di paraurti in tinta, tettuccio apribile completo, alzacristalli elettrici anteriori, copricerchi della versione S e particolari rivestimenti interni dedicati (rivestiti con la stessa stoffa Blu e Verde rigata nera, usata su alcune versioni della "Fiat Panda Dance") e la "Fiat Uno Rap Up", una Uno Rap con gli optional della Uno in allestimento S con la sola differenza del tettuccio non più apribile totalmente, ma solo a compasso e in più catalizzata (prodotta dal giugno 1992 a fine 1993 1.0 i.e. e 1.4 i.e.); entrambe erano prodotte solo in 4 varianti di colori: Bianco, Verde, Nero e Blu (solo Rap Up); ed erano indirizzate a un pubblico giovane; e la versione "Hobby", disponibile solo con la motorizzazione FIRE 999, offriva il tetto apribile e le barre portapacchi longitudinali, sedili con un tessuto dedicato e il volante a 4 razze della SX. Destinata prevalentemente al mercato femminile era la Suite, che presentava finiture di alto livello. 

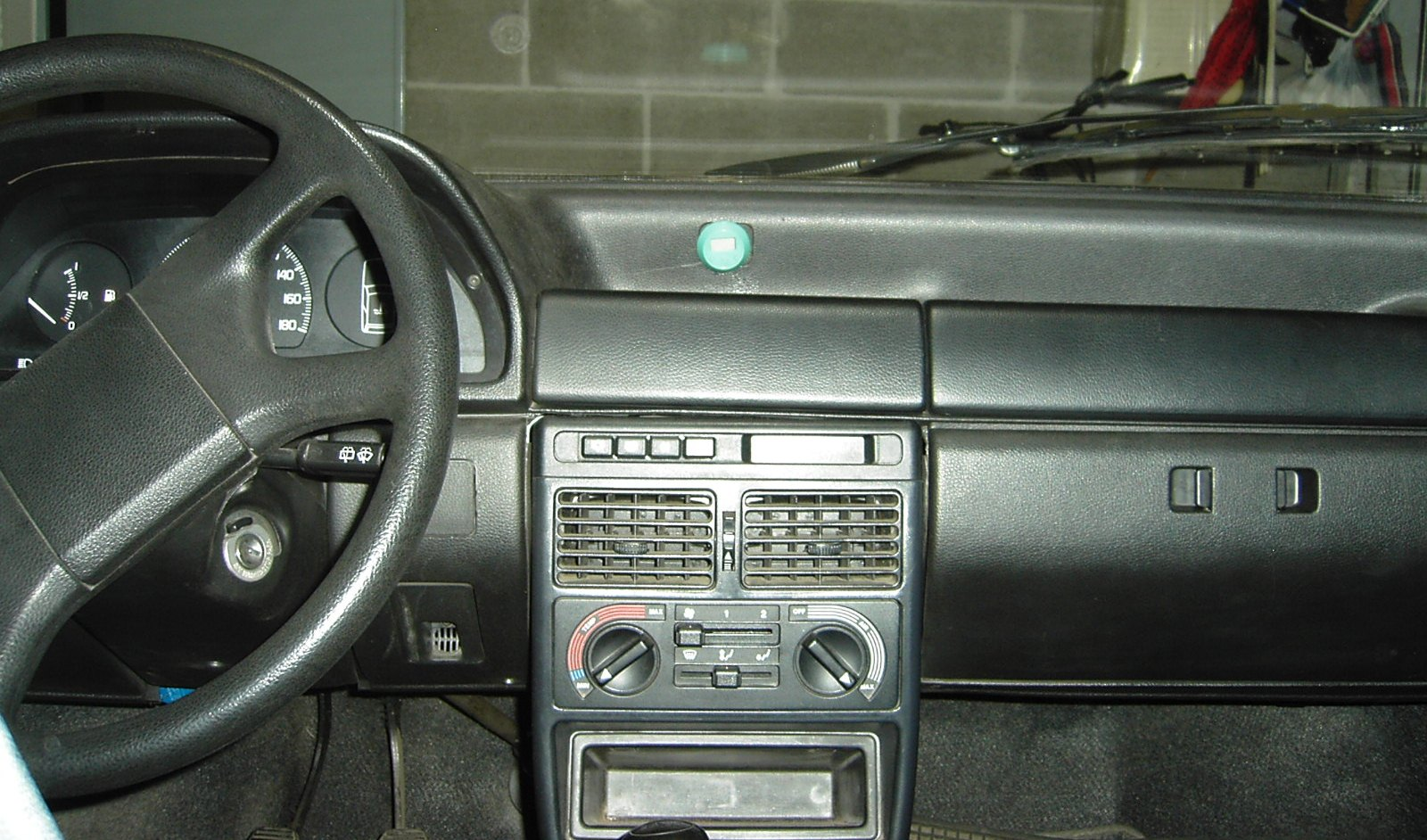
Interno di una Fiat Uno Fire (1993)

Nel 1993 venne proposta la versione "Formula" con motorizzazioni 1.4 benzina e 1.4 turbo diesel, dall'impronta decisamente sportiva, si caratterizzava per la carrozzeria 3 porte, paraurti passaruote e minigonne derivati dal modello "Turbo i.e.", cerchi in lega 4 razze, decal adesiva con 2 bandiere incrociate recante la scritta "Formula" e interni derivati dal modello "Turbo i.e.".
La produzione in Italia e la vendita con il marchio FIAT ebbero termine nell'ottobre 1995, dopo aver affiancato per quasi un paio d'anni la sua erede, la Fiat Punto. Nei primi due mesi del 1994, tuttavia, ne furono ancora venduti ben cinquemila esemplari.
Durante i 12 anni in cui è rimasta in produzione la Uno in Italia, dai soli stabilimenti torinesi uscirono circa 6 milioni di esemplari.
La Uno è stata utilizzata dalle Forze dell'Ordine italiane sia nella prima che nella seconda serie fino agli anni 2000 inoltrati, qualche raro esemplare della seconda serie è tuttora usato da alcuni corpi di polizia locale.

#### Motorizzazioni della Uno II serie (1989-96)
| Modello        | Disponibilità       | Motore                     | Cilindrata (cm³) | Potenza        | Coppia max (N·m) | Rapporto di Compressione | 0–100 km/h (secondi) | Velocità max (km/h) | Consumo medio (km/l) |
| 45             | dal debutto al 1992 | 4 cilindri, Benzina        | 903              | 33 kW (45 CV)  | 67               | 9:1                      | 17,5                 | 140                 | 16,4                 |
| 45 FIRE        | dal 1989 al 1992    | 4 cilindri, Benzina        | 999              | 33 kW (45 CV)  | 78               | 9,5:1                    | 17                   | 140                 | 18,9                 |
| 60 FIRE        | dal debutto al 1992 | 4 cilindri, Benzina        | 1108             | 42 kW (57 CV)  | 87               | 9,6:1                    | 13,9                 | 155                 | 18,0                 |
| 70             | dal debutto al 1992 | 4 cilindri, Benzina        | 1372             | 52 kW (72 CV)  | 106              | 9,2:1                    | 11,4                 | 170                 | 15,1                 |
| Turbo I.E.     | dal debutto al 1992 | 4 cilindri, Benzina, Turbo | 1372             | 85 kW (116 CV) | 161              | 7,8:1                    | 7,7                  | 204                 | 13,5                 |
| 60 Selecta     | dal debutto al 1992 | 4 cilindri, Benzina        | 1116             | 43 kW (58 CV)  | 86               | 9,02:1                   | 15,5                 | 148                 | 15,6                 |
| 70 Selecta     | dal debutto al 1992 | 4 cilindri, Benzina        | 1372             | 52 kW (72 CV)  | 106              | 9,2:1                    | 14                   | 157                 | 14,6                 |
| 45 D           | dal debutto al 1992 | 4 cilindri, Diesel         | 1301             | 33 kW (46 CV)  | 74               | 20:1                     | 21,2                 | 140                 | 17,8                 |
| 60 D           | dal debutto al 1996 | 4 cilindri, Diesel         | 1697             | 42 kW (58 CV)  | 98               | 20,5:1                   | 15,9                 | 155                 | 18,5                 |
| 70 Turbo D     | dal debutto al 1996 | 4 cilindri, Diesel, Turbo  | 1367             | 52 kW (72 CV)  | 128              | 20:1                     | 12,4                 | 168                 | 20,2                 |
| 1.0 ie FIRE    | dal 1991 al 1994    | 4 cilindri, Benzina        | 999              | 33 kW (45 CV)  | 74               | 9,5:1                    | 17,7                 | 145                 | 17                   |
| 1.1 ie FIRE    | dal 1991 al 1994    | 4 cilindri, Benzina        | 1108             | 37 kW (50 CV)  | 84               | 9,6:1                    | 16,1                 | 152                 | 15,6                 |
| 1.4 ie         | dal 1989 al 1996    | 4 cilindri, Benzina        | 1372             | 51 kW (69 CV)  | 106              | 9,2:1                    | 11,4                 | 170                 | 15,1                 |
| Turbo I.E. cat | dal 1991 al 1993    | 4 cilindri, Benzina, Turbo | 1372             | 82 kW (111 CV) | 161              | 7,8:1                    | 8,4                  | 200                 | 13,1                 |

Versioni della Uno II serie (1989-96)
| Modello                   | Caratteristiche                                                                                | Cilindrata (cm³)                                   | Potenza (CV) | Allestimento | Particolari tecnici |
| Uno Sting                 | Sostituita nel 7/1990 dalla Uno Trend                                                          | 903                                                | 45 CV        | 3 porte | Motore ad aste e bilancieri |
| Uno 45 Trend              | Sostituita dalla Uno FIRE                                                                      | 903                                                | 45 CV        | 3 porte | Motore ad aste e bilancieri |
| Uno 45 Trend              | Sostituita dalla Uno FIRE                                                                      | 994                                                | 44 CV        | 5 porte | Allestita con il motore brasiliano da 994 cm³ |
| Uno 60 Trend              | Apparsa nel novembre 1990                                                                      | 1.116                                              | 58 CV        | 5 porte | Allestita con il motore brasiliano da 1116 cm³ non catalitico |
| Uno 45 (oppure 1.0 i.e.)  |                                                                                                | 999 FIRE a carburatore                             | 45 CV        | Base (1989 - 1992) Europa 44 CV (1989 - 1991) e S (3 e 5 porte apparsa nel 11/1990) e SX (solo 3 porte prodotta fino ad agosto 1991) | Secondo allestimento con motore 999 Fire iniezione catalizzato da 45 CV                                                                                          |
| Uno 60 (oppure 1.1 i.e.)  |                                                                                                | 1108 FIRE a carburatore                            | 57 CV        | Base (1990-1991) e S (3 e 5 porte) e SX (solo 5 porte)                                                                               | Secondo allestimento con motore 1108 FIRE iniezione catalizzato da 50 CV                                                                                         |
| Uno 70 i.e.               |                                                                                                | 1372 a iniezione e benzina con piombo              | 71 CV        | S (solo 5p prodotta da 5/1990 fino a 8/1991) e SX (3 e 5p)                                                                           | Secondo allestimento con motore 1372 iniezione catalizzato da 69 CV                                                                                              |
| Uno Turbo i.e. Racing     |                                                                                                | 1372 iniezione Turbo                               | 116 CV       | 3 porte | Secondo allestimento con motore 111 con catalizzatore (9/1991-12/1993) e omologata Euro 1                                                                        |
| Uno Turbo i.e. Antiskid   | Prodotta dal 1989 all'8/1991                                                                   | 1372 iniezione Turbo                               | 116 CV       | 3 porte | Sistema frenante antibloccaggio Antiskid |
| Uno Turbo i.e. Racing Kat | Commercializzata dall'Aprile 1992                                                              | 1372 iniezione Turbo catalizzato                   | 111 CV       | 3 porte | Sistema frenante elettroidraulico ABS (più efficiente dell'Antiskid), sostituisce le precedenti versioni, omologata Euro 1                                       |
| Uno 1.5 i.e.              | Disponibile solo SX dal 3/1990 al 4/1992                                                       | 1498 catalizzato Euro 0                            | 75 CV        | SX 5 porte | |
| Uno D                     | Prodotta dal 1989 al 1992                                                                      | 1301 diesel                                        | 45 CV        | Base (3 e 5p) e S (solo a 5p) | Motore brasiliano di origine 127 |
| Uno 60D (poi 1.7D Eco)    | Catalitico da 5/1992                                                                           | 1697 diesel                                        | 60 CV        | Allestimento base (3 e 5 porte) e S (solo 5 porte e catalitica prodotta fino all'8/1994)                                             | Secondo allestimento con motore 1697 diesel ecologico da 60 CV                                                                                                   |
| Uno 1.9D                  | Sostituisce la precedente 60D solo nei mercati esteri                                          | 1929 diesel                                        | 65 CV        | Allestimento base (3 e 5 porte) e S (solo 5 porte)                                                                                   | Presentata nel 1990 per l'estero. Motore di Fiat Tipo e Tempra                                                                                                   |
| Uno Turbo D               |                                                                                                | 1367 diesel Turbo                                  | 71 CV        | Allestimento Turbo D (3 e 5 porte prodotto fino al 12/1993)                                                                          | Possibilità di montare motore ecologico da 71 CV, da fine 1992 era disponibile la Uno Turbo D Eco Formula, solo 3 porte (anche 1.4 i.e) prodotta fino al 12/1993 |
| Uno 60 CS                 | La Uno brasiliana importata in Italia dal 1/1988 al 4/1990                                     | 1116                                               | 60 CV        | Tre porte | Base meccanica della Fiat 147 |
| Uno 60 CS 90              | Identica alla Uno CS. Importata dal 5/1990 all 10/1991                                         | 1116                                               | 60 CV        | Tre porte | Calandra diversa e indicatori direzionali bianchi (uguali a Tipo e Duna)                                                                                         |
| Uno Hobby                 | Barre portatutto, tetto apribile e interni specifici                                           | 999 Fire                                           | 45 CV        | Tre porte prodotta dal 4/1992 all 12/1993                                                                                            | Secondo allestimento con 999 Fire catalizzato disponibile dal debutto                                                                                            |
| Uno FIRE                  | Sostituisce le versioni base, prodotta dal 1/1992 all'8/1994 con scorte fino a dicembre 1994   | 999 Fire                                           | 45 CV        | 3 e 5 porte | Secondo allestimento con motore 999 Fire catalizzato disponibile dal debutto                                                                                     |
| Uno 45 Rap                | Allestimento base con tetto apribile e paraurti verniciati, sostituita dalla Uno Rap Up        | 999 Fire                                           | 45 CV        | 3 porte prodotta dal 6/1991 all'8/1992                                                                                               | |
| Uno Rap Up                | Allestimento S con tetto apribile e paraurti verniciati, prodotte da 6/1992 a 12/1993          | 999 Fire catalizzato                               | 45 CV        | 3 e 5 porte | Secondo allestimento con motore 1372 catalizzato |
| Uno Selecta               | Prodotte dal 1989 al 1992                                                                      | 1116 (3 e 5 porte) e 1372 iniezione (solo 5 porte) | 58 CV        | 3 e 5 porte | Versione con cambio automatico a variazione continua CVT basata sull'allestimento S                                                                              |
| Uno Suite                 | Condizionatore ed interno in pelle optional. Basata sulla SX e prodotta dal 5/1992 all 12/1993 | 1372 catalizzata                                   | 69 CV        | 3 e 5 porte | |
| Uno Start                 | Versione base gamma 1994-1995. Sostituisce la 1.1 i.e. e 1.7 D Eco Base e Uno Fire             | 994 catalizzato brasiliano                         | 48 CV        | 3 e 5 porte | Secondo allestimento con motore 1697 diesel ecologico |
| Uno Conditionair          | Gamma 1994-1995; Condizionatore di serie. Basata sulla Uno 1.4 i.e. S che sostituisce          | 1372                                               | 69 CV        | 3 e 5 porte | |
| Uno 1.1 i.e.              | Affianca e sostituisce Uno 60 e sostituita dalla Punto 55 e 60                                 | 1108 Fire a iniezione                              | 50 CV        | Base (6/1991-10/1992) e S (6/1991-6/1994 ma solo 5p per i primi mesi del 1994) 3 e 5 porte, SX solo 5 porte                          | Motore da 49 CV per neopatentati (36 kW), catalizzata Euro 1 |
| Uno 1.4 i.e.              | Sostituisce Uno 70 i.e. e sostituita da Punto 75                                               | 1372                                               | 69 CV        | 3 e 5 porte su Base, S, SX. 3 porte su Eco Formula                                                                                   | Motore prima Euro 0 su Base (1989) e S (1990) poi catalizzato Euro 1 e disponibile anche SX (1992)                                                               |
| Uno 1.5 i.e. Selecta      | Sostituisce la Uno 75 i.e. SX e la 70 i.e. Selecta. Prodotte dal 5/1992 al 6/1994              | 1498 catalizzato Euro 1                            | 75 CV        | 3 e 5 porte (Selecta) | |
| Uno 899 i.e.              | Prodotta in Polonia fino al 2001                                                               | 899                                                | 40 CV        | 3 e 5 porte | Motore serie 100 |

### Innocenti Mille e Mille Clip

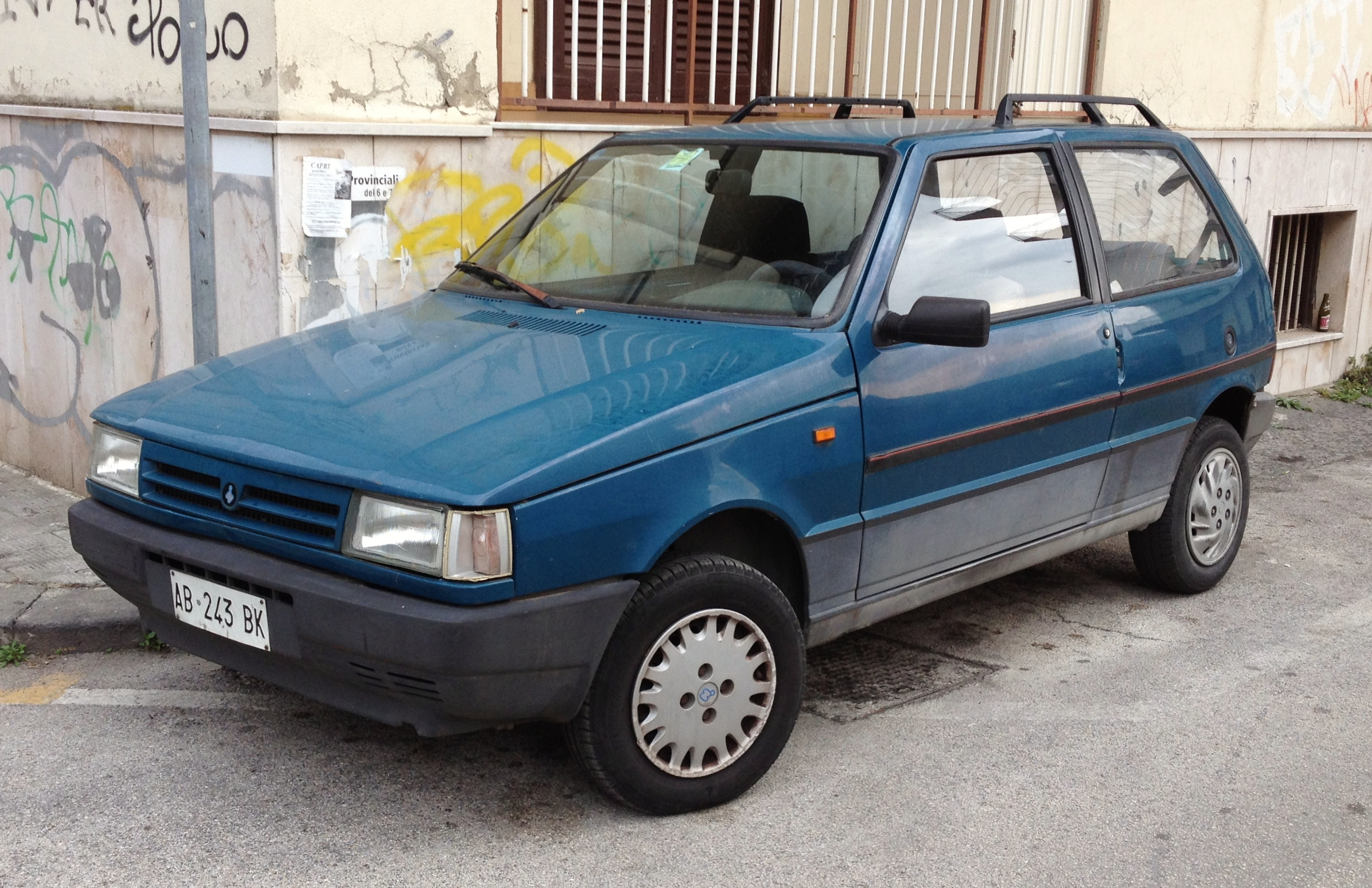
Innocenti Mille

Dal 1994, durante la produzione della Uno Seconda Serie, alcuni modelli vennero riproposti nel mercato italiano sotto il marchio Innocenti, ormai divenuto di proprietà FIAT e che rappresentava un'alternativa a basso costo:
- Innocenti Mille: Si tratta della Fiat Mille EP (Extra Power) prodotta in Brasile e importata dall'inizio del 1994 fino al 1996[11]. Disponibile con carrozzeria a 3 o 5 porte, si distingue per un nuovo frontale (adottato dal 1991 e comune a tutta la famiglia di veicoli derivati dalla Uno brasiliana), per i fascioni paracolpi in plastica sulle fiancate, le barre longitudinali sul tetto e i fregi Innocenti, tutte dotate di motore 994 cm³ leggermente potenziato (da qui la denominazione EP) e ora ad iniezione elettronica[12].
- Innocenti Mille Clip: Si tratta di Fiat Uno seconda serie prodotte in Polonia e importate in Italia da giugno 1995 a ottobre 1997, affiancando per pochi mesi e poi sostituendo le ultime Uno Start e Conditionair, a cui erano sostanzialmente identiche con l'eccezione dei fregi Innocenti e, anche qui, dei fascioni paracolpi in plastica sulle fiancate e le barre longitudinali sul tetto. Erano disponibili a 3 o 5 porte e con motore 994 cm³ rispettante la normativa anti inquinamento Euro 2. Vi era inoltre la versione 1.4 i.e. S a 5 porte, anch'essa Euro 2 e dotata di vetri elettrici e condizionatore. A queste si aggiungeva infine la 1.7 D 5 porte, importata da settembre 1995 fino a febbraio 1997.

Elemento forte di questi modelli era il prezzo, che al lancio era di circa 3 milioni di lire inferiore alla Fiat Punto 5 porte.
Con la presentazione e l'affermarsi della Fiat Palio, a novembre 1997 la Fiat Uno esce definitivamente di scena dal mercato italiano.

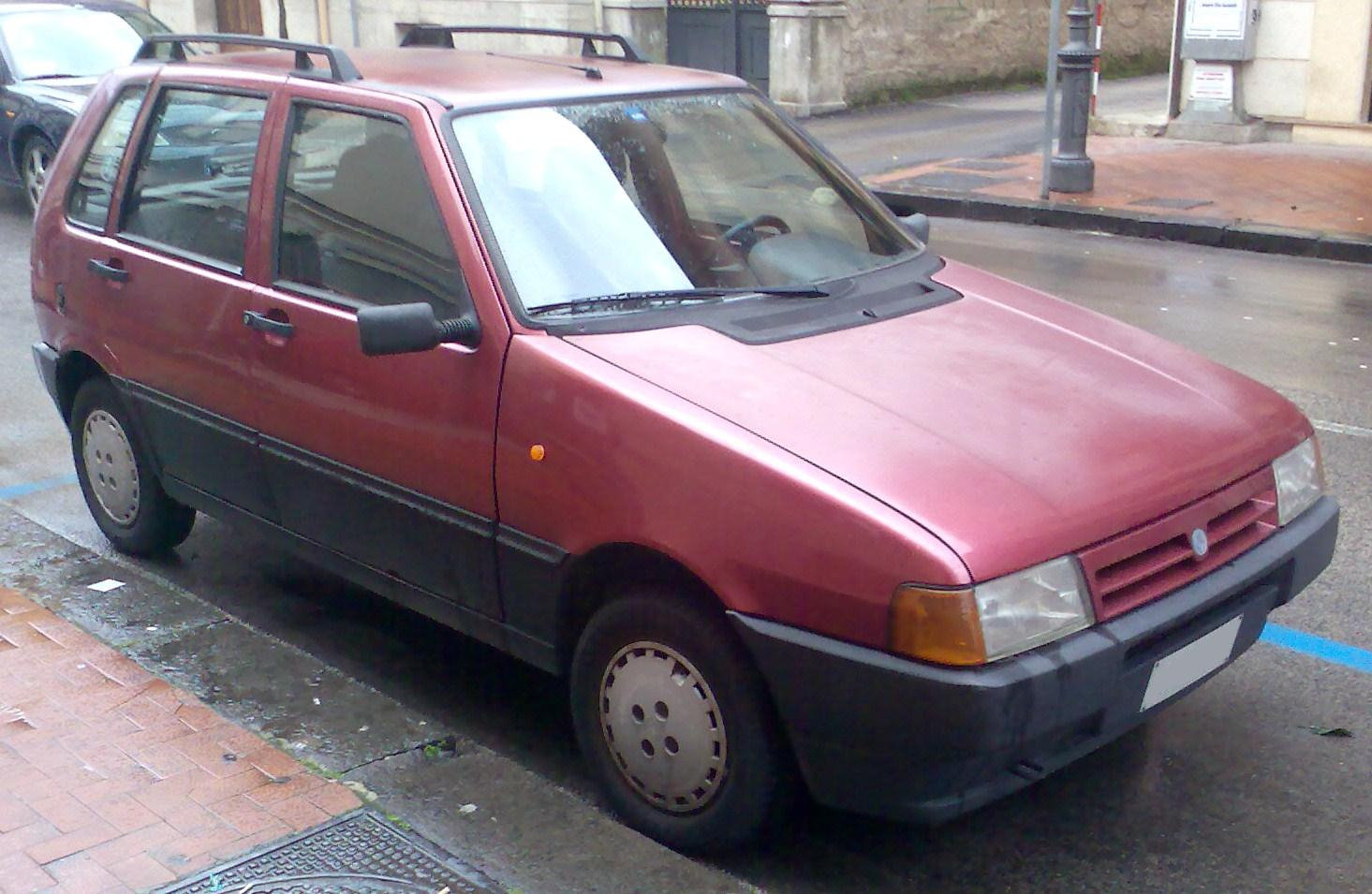
Innocenti Mille Clip

### La consacrazione come World Car
Dopo la fine della produzione italiana e l'uscita di scena dal mercato della low cost marchiata Innocenti a fine 1997, la Fiat Uno continuò a essere ancora prodotta per altri 16 anni, fino al 2014, in diverse zone del mondo e da costruttori differenti per conto di FIAT, riscuotendo un ottimo successo nei mercati emergenti, a conferma della validità del progetto iniziale.
La prima serie è stata assemblata dalla Zastava per il mercato jugoslavo, dove era venduta come "Yugo Uno 45 R", fino al bombardamento dello stabilimento di Kragujevac da parte della NATO durante la Guerra del Kosovo nel 1999.
La seconda serie è stata prodotta in Polonia (173.416 esemplari, prodotti a Bielsko-Biała fino al 2000 negli stabilimenti della FSM e poi a Tychy, di cui 14.774 come Innocenti Mille Clip), Marocco, Turchia (Tofaş), India (attraverso una joint-venture tra FIAT e Tata), Pakistan e Filippine fino ai primi anni 2000.
In Sudafrica, Nissan ha assemblato la seconda serie della Uno dal 1990 al 1998: le auto riportano la scritta "License" sotto il fregio FIAT posteriore ed erano disponibili in allestimenti inediti al resto del mondo: Pacer 1.1 FIRE, Pacer SX 1.4, Turbo i.e., Beat 1.4, Rio 1.1 FIRE e per un breve periodo la Cento 1.0 FIRE, tutte contraddistinte principalmente da trame della tappezzeria uniche e dal logo "Uno" sulla calandra anteriore in luogo di quello FIAT. Dal 1998 al 2014, la produzione è stata portata avanti da FIAT stessa. 
Per quanto riguarda la Uno sudamericana, invece, in Brasile sono stati prodotti più di 2.200.000 esemplari dal 1984 al 2013 con alimentazione sia a benzina che a etanolo, ma non con motori Diesel in quanto il gasolio era vietato dal governo locale come carburante utilizzabile sulle autovetture.
La gamma di allestimenti variava dai più basici, privi addirittura di riscaldatore abitacolo e luce retromarcia sinistra (il fanale sinistro era completamente arancione nella parte superiore), fino a ben tre versioni sportive e ricche di accessori: 1.5 R (1988), 1.6 R (1991) spinte da motori prodotti da SEVEL in Argentina e analoghi a quelli della Ritmo, Tipo e Tempra e la Turbo i.e. (1994) mossa dal medesimo motore della Turbo i.e. europea seconda serie e contraddistinta da paraurti, cerchi e spoiler posteriore unici nel loro genere.
Nel 1991 l'auto ha subito un leggero facelift comune a tutta la famiglia di veicoli derivati ed è stata ribattezzata per l'occasione Fiat Mille nella versione passeggeri, mentre la furgonetta Van ha mantenuto la denominazione Fiat Uno Furgão.
Nel 2004 la vettura è stata sottoposta ad un vero e proprio restyling (comune anche al furgone Fiorino) e viene venduta in due allestimenti: Mille Fire e Mille Way (una sorta di versione crossover). I motori derivati dal classico 1050 brasiliano vengono definitivamente abbandonati in luogo di un'unità Fire Flex aggiornata e potenziata e che può funzionare sia a benzina che ad etanolo, anche miscelati insieme. Quest'ultima versione della Uno verrà prodotta e venduta anche in Sudafrica.
Nel 2005, in Argentina la vettura è tornata ad essere commercializzata con il nome originale Uno.
Nel 2010 è stato introdotto un modello completamente nuovo, simile alla Panda di produzione europea, che riprende però lo storico nome Uno.
Infine, nel 2013, l'ultima Uno lascia gli stabilimenti brasiliani di Betim. Con effetto dal 1º gennaio 2014 infatti, in Brasile sono entrate in vigore delle nuove normative in materia di sicurezza automobilistica, le quali prevedono che tutti i veicoli di nuova produzione debbano essere disposti di airbag frontali e di ABS. FIAT, non potendo aggiornare ulteriormente il progetto Uno, dopo 29 anni di produzione ininterrotta e coronata un successo senza eguali, decise di produrre una serie limitata a 2000 esemplari denominata "Grazie Mille" che include una dotazione di accessori molto ricca e particolari commemorativi unici.
Segue, nel 2014, la fine della produzione anche in Sudafrica. Si stima siano state prodotte globalmente circa 9.500.000 unità in 31 anni.

## Nei media
- Il tema dello spot televisivo della FIAT Uno Rap Up del 1992 è stato l'esordio del rapper J-Ax, cantante del gruppo Articolo 31.
- A partire dal 1987 l'auto divenne suo malgrado famosa a causa della banda della Uno bianca, un gruppo di sei rapinatori e assassini (dei quali cinque erano membri della Polizia di Stato) attivo tra l'Emilia-Romagna e le Marche che, per compiere le loro sanguinose azioni, si servivano appunto di FIAT Uno di colore bianco rubate sul momento; le piccole vetture della casa torinese, essendo facili da forzare ed estremamente diffuse all'epoca, risultavano veicoli ideali per passare inosservati.
- Il 4 marzo 2012, giorno dei funerali di Lucio Dalla, FIAT ha ricordato il cantautore bolognese riproponendo nel corso della giornata lo spot pubblicitario della Uno FIRE del 1992, contenente il brano Il motore del 2000.